# Tom Hanks
Tom Hanks, született Thomas Jeffrey Hanks (Concord, Kalifornia, 1956. július 9. –) kétszeres Oscar-díjas és négyszeres Golden Globe-díjas amerikai színész, filmproducer, forgatókönyvíró, filmrendező, aki pályafutása során sok népszerű és elismert filmben szerepelt már.

## Életrajz

### Gyermekkora
A színész a kaliforniai Concordban született. Édesapja, Amos Mefford Hanks séfként dolgozott, édesanyja, Janet Marylyn (leánykori néven Frager) kórházi dolgozó volt, akinek a családja portugál származású. Szülei 1960-ban elváltak. A pár három idősebb gyermeke, Sandra (Sandra Hanks Benoiton, író), Rufus (Lawrence M. Hanks, PhD, entomológia professzor az Illinois-i Egyetemen) és Tom az apával maradtak. A legkisebb testvér, Jim (aki szintén a filmes világban dolgozik mint színész és filmes) édesanyjával maradt a kaliforniai Red Bluffban. Később a szülők újraházasodtak, de az új házasság csupán két évig tartott. Első nevelőanyjának már volt öt saját gyereke.
Hanks az iskolában saját bevallása szerint szégyenlős volt, és ezt azzal próbálta álcázni, hogy bohócot csinált magából. Közben édesapja újból megházasodott, ezúttal egy háromgyermekes kínai nőt vett feleségül, aki két gyermekével a családhoz költözött. A középiskolát a kaliforniai Oakland Skyline High School nevű tanintézményében végezte. Iskolás évei alatt kóstolt bele a színészetbe, amikor olyan darabokban játszott, mint a South Pacific. Először két évig a Chabot College-ben, majd a sacramentói Kaliforniai Állami Egyetemen tanult színjátszást. Ez idő tájt találkozott Vincent Dowling rendezővel, aki meghívta Ohióba, a Great Lakes Shakespeare Festivalra, ahol Hanks először lépett fel nagyobb közönség előtt. Az egyszeri meghívásból egy hároméves fellépéssorozat lett. William Shakespeare A két veronai nemes című művében Proteus szerepéért a Cleveland Nemzetközi Filmfesztiválon díjat nyert (The Cleveland Critics Circle Theater Awards). A fellépések miatt kimaradt az egyetemről, ezért hamarosan felbehagyta tanulmányait.

## Pályafutása

### A kezdetek
1980-ban New Yorkba költöztek, és Hanks készen állt arra, hogy színészként boldoguljon. Számtalan meghallgatáson vett részt, majd rámosolygott a szerencse, és kis szerepet kapott a He Knows You're Alone című thrillerben. Hamarosan áttelepült Los Angelesbe. A következő feladata sokkal ígéretesebbnek tűnt. Az ABC tévécsatorna egyik tehetségkutatója ugyanis felfigyelt rá, és beválogatta a Bosom Buddies című sorozatba. 1982-ban a Happy Days-ben kapott epizódszerepet, és ekkor figyelt fel rá Ron Howard rendező, aki mellékszerepet ajánlott neki Csobbanás című 1984-es vígjátékában. Howard a főszereplő bátyjának szerepét szánta Hanknek, de azt végül John Candy kapta meg. Bár a kritikusok többsége nem értékelte Daryl Hannah sellő alakítását a meglepően sikeres romantikus vígjátékban, Hanks komikusi vénája és fiús kedvessége megnyerte az ítészeket, s persze a szakembereket is, így Hanks egyre több szerepajánlatra számíthatott.
Többek véleménye szerint az ő alakítása mentette meg az unalomtól azokat a kevésbé sikeres mozikat, amikben felbukkant. A Magas barna férfi felemás cipőben, a Legénybúcsú és a Pénznyelő mérsékelt sikert aratott, de Penny Marshall rendező 1988-as Segítség, felnőttem! című filmjében neki adta a főszerepet – Hanks egy felnőtt férfi testébe zárt kisfiút formált meg olyan sikerrel, hogy Oscar-díjra jelölték érte. Még ebben az évben a Életem a kabaréban is bizonyította tehetségét, egy önpusztító, vitriolos humorú komikust alakítva. Ezt az 1989-es Egyik kopó, másik eb című mozi követte.

### Az 1990-es évek
A Joe és a vulkán című romantikus komédia tovább növelte a színész népszerűségét, míg a Philadelphia – Az érinthetetlen főszerepe bátorságát bizonyította. Ez volt az első eset, hogy egy vezető hollywoodi színész egy neves stúdió produkciójában készült alkotásban az AIDS meleg áldozatának megformálását vállalta el. A saját neméhez vonzódó ügyvédet alakító Hanks filmbéli partnerét Antonio Banderas játszotta, aki akkoriban költözött az Amerikai Egyesült Államokba. Hanks a szerepért Oscar-díjat kapott, s köszönőbeszéde az utóbbi évek díjkiosztásainak legpoétikusabb megnyilvánulása volt, mivel egy meleg tanárának is köszönetet mondott benne. A következő évben megint nagy alakításra nyílt lehetősége: a Forrest Gumpban egy együgyű alabamai fickót játszott, aki a legszokatlanabb hősök egyikévé válik. Ezért a filmért ismét Oscar-díjjal jutalmazták.
Még a Philadelphia forgatása alatt Jonathan Demme biztatta a színészt, próbálkozzon meg a rendezéssel, ráadásul segítségét is felajánlotta. Előbb azonban valóra vált egy gyerekkori álma és szkafanderbe bújhatott, mivel az Apolló 13-ban megkapta Jim Lowell parancsnok szerepét.
Ezután Hanks nekilátott élete első forgatókönyvének. A Nyomul a banda! a Wonders nevű kisvárosi rockbanda történetének elmesélésével mérsékelt sikert aratott. Az űrhajózás azonban továbbra is foglalkoztatta és a HBO A végtelen szerelmesei – Az Apolló-program című sorozatának vezető producereként tevékenykedett. Ő rendezte az első részt – ezért Primetime Emmy-díjra jelölték-, továbbá társ-forgatókönyvíróként, illetve színészként is közreműködött.
Ezután egyenruhába bújt, Steven Spielberg Ryan közlegény megmentése című filmjében, ami 1998-ban az év sikerfilmje lett: nevezték a legjobb film, a legjobb rendező és a legjobb főszereplő Oscar-díjára. A dráma után vígjáték következett, Nora Ephron habkönnyű komédiájában, A szerelem hullámhosszán című filmben Meg Ryan volt a partnere. A Stephen King regényéből adaptált Halálsoron a gazdasági válság idején játszódik, Hanks börtönőrt alakít, akinek egy kettős gyilkossággal vádolt fekete elítéltet kell megvédenie.

### A 2000-es évek
A Robert Zemeckis rendezte Számkivetett című filmben egy lakatlan szigeten küzd a túlélésért, miután az általa alakított menedzser az egyetlen túlélője egy viharba került repülőgép balesetének. Ezért a szerepért begyűjtötte immáron ötödik Oscar-jelölését. 2003-ban Sam Mendes gengszteralkotásában, A kárhozat útja című bűnügyi filmben egy Michael Sullivan nevű bérgyilkost játszott, Paul Newman, Daniel Craig és Jude Law oldalán.
Következő filmje, a Steven Spielberg által rendezett Kapj el, ha tudsz egy sikeres ifjú szélhámosról szól – őt Leonardo DiCaprio alakítja – aki megszemélyesített pilótát és orvost, ügyvédbojtárt és történelemprofesszort, közben 2,5 millió dollárnyi összeget csalva ki áldozataitól. A Frank Abagnale jr. igaz történetén alapuló moziban egy FBI-ügynök, a Hanks által alakított Carl Hanratty ered a szélhámos nyomába.
A moziban gyakran átlép a másik oldalra, például Alexander Meckendrick 1955-ös nagy sikerű Betörő az albérlőm című produkciójának a Coen testvérek által rendezett remake-jében. Goldthwait Higginson Dorrt, a szélhámos professzort alakítja, aki bandájával az évszázad rablását tervezi. Alighogy befejezte a forgatást, már várta Steven Spielberg (immáron harmadjára) ajánlata, hogy vállalja el a Terminál című mozi főszerepét. A történet a Kelet-Európából New Yorkba látogató Viktor Navorskiról szól, akinek hazájában véres puccs tör ki, megbuktatva a kormányt. Amikor a Kennedy repülőtérre érkezik, útlevele már érvénytelen, hiszen egy nem létező ország állította ki, s így nem léphet az Egyesült Államok területére. Következő munkája Robert Zemeckis Polar Expressz című animációs filmjében volt, amely a Télapó létezését firtatja, ő kölcsönözte a hangját a vonat jegykezelőjének, aki elviszi a gyerekeket az Északi-sarkra, hogy alaposabban megvizsgálják a kérdést.
Ron Howard rendező és Brian Grazer producer Dan Brown bestsellere, A Da Vinci-kód megfilmesítését tervezte, és Hanksnek kínálták fel a főszerepet, amelyet ő el is vállalt. Partnerei Audrey Tautou, Jean Reno és Paul Bettany voltak, de a 2006 májusában a cannes-i fesztivál nyitófilmjeként levetített alkotás nem nyerte el a kritikusok tetszését. 2007-ben Mike Nichols leforgatta a Charlie Wilson háborúja című filmjét arról a szenátorról, aki támogatta a CIA-t az oroszok ellen lázadó afgán ellenállók titkos felfegyverzésében. A címszereplő és a társproducer Hanks volt. A színész következő filmje az Angyalok és démonok című, szintén Brown művéből adaptált kalandfilm volt. 2008-ban a Mamma Mia! című musicalfilm egyik vezető producereként dolgozott.
Hanks arról is ismert, hogy képes a „szépfiús” szerepeket melegséggel megtölteni, mint például A szerelem hullámhosszán című romantikus filmvígjátékban, de képes egy bérgyilkos szerepét is hitelesen megformálni, mint például A kárhozat útja szereplőjeként. Az egyik legkeresettebb férfi főszereplő Hollywoodban. Két filmjével egyenként 20 millió dollárt is keresett. A Forrest Gumpban alakított szerepéért 70 milliót kapott.

## Magánélete
1988 óta Rita Wilson bolgár-amerikai színésznő férje. Az Önkéntesek című film forgatása közben találkoztak. Két közös gyermekük van. Hanks Wilson hatására lett ortodox keresztény.
Előzőleg Samantha Lewes színésznő férje volt 1978 és 1985 között. Lewes csontrákban hunyt el 2002-ben. Ebből a házasságból is két gyermek született, az egyikük Colin Hanks színész/rendező lett.
Tagja a Nemzeti Űrtársaságnak, és ő volt a producere az HBO A végtelen szerelmesei – Az Apolló-program című minisorozatának, mely az asztronauták Holdra küldéséről szól.
2019 decemberében feleségével együtt görög állampolgárok lettek, felesége ugyanis anyai ágon (Dorothea) görög származású.

## Filmográfia

### Film

#### Filmrendező és producer
| Év   | Magyar cím                    | Eredeti cím                                                     | Feladatkör | Feladatkör | Feladatkör | Rendező         |
| Év   | Magyar cím                    | Eredeti cím                                                     | Rendező    | Író        | Producer   | Rendező         |
| ---- | ----------------------------- | --------------------------------------------------------------- | ---------- | ---------- | ---------- | --------------- |
| 1996 | Nyomul a banda                | That Thing You Do!                                              | Igen       | Igen       | Nem        | Tom Hanks       |
| 2000 | Számkivetett                  | Cast Away                                                       | Nem        | Nem        | Igen       | Robert Zemeckis |
| 2002 | Bazi nagy görög lagzi         | My Big Fat Greek Wedding                                        | Nem        | Nem        | Igen       | Joel Zwick      |
| 2004 | Nők transzban                 | Connie and Carla                                                | Nem        | Nem        | Igen       | Michael Lembeck |
| 2004 | Polar Expressz                | The Polar Express                                               | Nem        | Nem        | Vezető     | Robert Zemeckis |
| 2005 |                               | Magnificent Desolation: Walking on the Moon 3D (dokumentumfilm) | Nem        | Igen       | Igen       | Mark Cowen      |
| 2006 | Hangya boy                    | The Ant Bully                                                   | Nem        | Nem        | Igen       | John A. Davis   |
| 2006 | A nagy kvízválasztó           | Starter for 10                                                  | Nem        | Nem        | Igen       | Tom Vaughan     |
| 2007 | Evan, a minden6ó              | Evan Almighty                                                   | Nem        | Nem        | Vezető     | Tom Shadyac     |
| 2007 | Charlie Wilson háborúja       | Charlie Wilson's War                                            | Nem        | Nem        | Igen       | Mike Nichols    |
| 2008 | Mamma Mia!                    | Mamma Mia!                                                      | Nem        | Nem        | Vezető     | Phyllida Lloyd  |
| 2008 | Szikraváros                   | City of Ember                                                   | Nem        | Nem        | Vezető     | Gil Kenan       |
| 2009 | A tökéletlen trükk            | The Great Buck Howard                                           | Nem        | Nem        | Igen       | Sean McGinly    |
| 2009 | Görögbe fogadva               | My Life in Ruins                                                | Nem        | Nem        | Vezető     | Donald Petrie   |
| 2009 | Ahol a vadak várnak           | Where the Wild Things Are                                       | Nem        | Nem        | Igen       | Spike Jonze     |
| 2009 |                               | Beyond All Boundaries (rövidfilm)                               | Nem        | Nem        | Vezető     | David Briggs    |
| 2011 | Larry Crowne                  | Larry Crowne                                                    | Igen       | Igen       | Igen       | Tom Hanks       |
| 2013 | Félelmetes nap                | Parkland                                                        | Nem        | Nem        | Igen       | Peter Landesman |
| 2015 |                               | Ithaca                                                          | Nem        | Nem        | Vezető     | Meg Ryan        |
| 2016 | Bazi nagy görög lagzi 2.      | My Big Fat Greek Wedding 2                                      | Nem        | Nem        | Igen       | Kirk Jones      |
| 2016 | Hologram a királynak          | A Hologram for the King                                         | Nem        | Nem        | Igen       | Tom Tykwer      |
| 2017 | A kör                         | The Circle                                                      | Nem        | Nem        | Igen       | James Ponsoldt  |
| 2017 | Mélytorok: A Watergate-sztori | Mark Felt: The Man Who Brought Down the White House             | Nem        | Nem        | Igen       | Peter Landesman |
| 2018 | Mamma Mia! Sose hagyjuk abba  | Mamma Mia! Here We Go Again                                     | Nem        | Nem        | Vezető     | Ol Parker       |
| 2020 | A Greyhound csatahajó         | Greyhound                                                       | Nem        | Igen       | Nem        | Aaron Schneider |
| 2022 | Az ember, akit Ottónak hívnak | A Man Called Otto                                               | Nem        | Nem        | Igen       | Marc Forster    |
| 2023 | Bazi nagy görög lagzi 3.      | My Big Fat Greek Wedding 3                                      | Nem        | Nem        | Igen       | Nia Vardalos    |

#### Filmszínész
| Év   | Magyar cím                        | Eredeti cím                                    | Szerep                          | Magyar hang            | Rendező                 |
| ---- | --------------------------------- | ---------------------------------------------- | ------------------------------- | ---------------------- | ----------------------- |
| 1980 | Gyilkos randevú                   | He Knows You're Alone                          | Elliot                          |                        | Armand Mastroianni      |
| 1984 | Csobbanás                         | Splash                                         | Allen Bauer                     | Kautzky Armand         | Ron Howard (1)          |
| 1984 | Csobbanás                         | Splash                                         | Allen Bauer                     | Józsa Imre             | Ron Howard (1)          |
| 1984 | Legénybúcsú                       | Bachelor Party                                 | Rick Gassko                     | Rátóti Zoltán          | Neal Israel             |
| 1984 | Legénybúcsú                       | Bachelor Party                                 | Rick Gassko                     | Széles Tamás           | Neal Israel             |
| 1985 | Magas barna férfi felemás cipőben | The Man with One Red Shoe                      | Richard Harlan Drew             | Rátóti Zoltán          | Stan Dragoti            |
| 1985 | Önkéntesek                        | Volunteers                                     | Lawrence Whatley Bourne         | Rátóti Zoltán          | Nicholas Meyer          |
| 1985 | Önkéntesek                        | Volunteers                                     | Lawrence Whatley Bourne         | Kautzky Armand         | Nicholas Meyer          |
| 1986 | Pénznyelő                         | The Money Pit                                  | Walter Fielding, Jr.            | Rátóti Zoltán          | Richard Benjamin        |
| 1986 | Alma a fájától                    | Nothing in Common                              | David Basner                    | Széles Tamás           | Garry Marshall          |
| 1986 | Örökké búcsúzunk                  | Every Time We Say Goodbye                      | David Bradley                   | Rátóti Zoltán          | Moshé Mizrahi           |
| 1987 | Behálózva                         | Dragnet                                        | Pat Srteeback nyomozó           | Kautzky Armand         | Tom Mankiewicz          |
| 1988 | Segítség, felnőttem!              | Big                                            | Josh Baskin                     | Rátóti Zoltán          | Penny Marshall (1)      |
| 1988 | Életem a kabaré                   | Punchline                                      | Steven Gold                     | Rátóti Zoltán          | David Seltzer           |
| 1989 | Ami sok, az sokk                  | The 'Burbs                                     | Ray Peterson                    | Szakácsi Sándor        | Joe Dante               |
| 1989 | Egyik kopó, másik eb              | Turner & Hooch                                 | Scott Turner nyomozó            | Kozák András           | Roger Spottiswoode      |
| 1990 | Joe és a vulkán                   | Joe Versus the Volcano                         | Joe Banks                       | Kaszás Gergő           | John Patrick Shanley    |
| 1990 | Joe és a vulkán                   | Joe Versus the Volcano                         | Joe Banks                       | Selmeczi Roland        | John Patrick Shanley    |
| 1990 | Hiúságok máglyája                 | The Bonfire of the Vanities                    | Sherman McCoy                   | Sinkovits-Vitay András | Brian De Palma          |
| 1992 | Radio Flyer – Repül a testvérem   | Radio Flyer                                    | idősebb Mike / Narrátor (cameo) | Berzsenyi Zoltán       | Richard Donner          |
| 1992 | Micsoda csapat!                   | A League of Their Own                          | Jimmy Dugan                     | Józsa Imre             | Penny Marshall (2)      |
| 1993 | A szerelem hullámhosszán          | Sleepless in Seattle                           | Sam Baldwin                     | Forgács Péter          | Nora Ephron (1)         |
| 1993 | Philadelphia – Az érinthetetlen   | Philadelphia                                   | Andrew Beckett                  | Forgács Péter          | Jonathan Demme          |
| 1994 | Forrest Gump                      | Forrest Gump                                   | Forrest Gump                    | Bubik István           | Robert Zemeckis (1)     |
| 1994 | Forrest Gump                      | Forrest Gump                                   | Forrest Gump                    | Kaszás Attila          | Robert Zemeckis (1)     |
| 1995 | Apolló 13                         | Apollo 13                                      | James Lovell                    | Kőszegi Ákos           | Ron Howard (2)          |
| 1995 | Toy Story – Játékháború           | Toy Story                                      | Woody seriff (hangja)           | Stohl András           | John Lasseter (1)       |
| 1996 | Nyomul a banda                    | That Thing You Do!                             | Mr. White                       | Csankó Zoltán          | Tom Hanks (1)           |
| 1998 | Ryan közlegény megmentése         | Saving Private Ryan                            | John H. Miller százados         | Kőszegi Ákos           | Steven Spielberg (1)    |
| 1998 | A szerelem hálójában              | You've Got Mail                                | Joe Fox                         | Forgács Péter          | Nora Ephron (2)         |
| 1999 | Toy Story – Játékháború 2.        | Toy Story 2                                    | Woody seriff (hangja)           | Stohl András           | John Lasseter (2)       |
| 1999 | Halálsoron                        | The Green Mile                                 | Paul Edgecomb                   | Kőszegi Ákos           | Frank Darabont          |
| 2000 | Számkivetett                      | Cast Away                                      | Chuck Noland                    | Kőszegi Ákos           | Robert Zemeckis (2)     |
| 2002 | A kárhozat útja                   | Road to Perdition                              | Michael Sullivan, Sr.           | Forgács Péter          | Sam Mendes              |
| 2002 | Kapj el, ha tudsz                 | Catch Me If You Can                            | Carl Hanratty FBI-ügynök        | Kőszegi Ákos           | Steven Spielberg (2)    |
| 2004 | Betörő az albérlőm                | The Ladykillers                                | G.H. Dorr professzor            | Forgács Péter          | Ethan és Joel Coen      |
| 2004 | Terminál                          | The Terminal                                   | Viktor Navorski                 | Kőszegi Ákos           | Steven Spielberg (3)    |
| 2004 | Mindörökké Elvis                  | Elvis Has Left the Building                    | postafiókos Elvis (cameo)       |                        | Joel Zwick              |
| 2004 | Polar Expressz                    | The Polar Express                              | Mesélő (hangja)                 | Kőszegi Ákos           | Robert Zemeckis (3)     |
| 2004 | Polar Expressz                    | The Polar Express                              | Apa (hangja)                    | Forgács Péter          | Robert Zemeckis (3)     |
| 2004 | Polar Expressz                    | The Polar Express                              | Kalauz (hangja)                 | Balázs Péter           | Robert Zemeckis (3)     |
| 2004 | Polar Expressz                    | The Polar Express                              | Hajléktalan (hangja)            | Gesztesi Károly        | Robert Zemeckis (3)     |
| 2004 | Polar Expressz                    | The Polar Express                              | Télapó (hangja)                 | Bácskai János          | Robert Zemeckis (3)     |
| 2005 |                                   | Magnificent Desolation: Walking on the Moon 3D | narrátor                        |                        | Mark Cowen              |
| 2006 | A Da Vinci-kód                    | The Da Vinci Code                              | Robert Langdon professzor       | Kőszegi Ákos           | Ron Howard (3)          |
| 2006 | Verdák                            | Cars                                           | Woody-autó (cameo hangja)       | Faragó József          | John Lasseter (3)       |
| 2007 | Charlie Wilson háborúja           | Charlie Wilson's War                           | Charlie Wilson                  | Kőszegi Ákos           | Mike Nichols            |
| 2007 | A Simpson család – A film         | The Simpsons Movie                             | önmaga (cameo hangja)           | Kőszegi Ákos           | David Silverman         |
| 2009 | A tökéletlen trükk                | The Great Buck Howard                          | Mr. Gable                       | Kőszegi Ákos           | Sean McGinly            |
| 2009 | Angyalok és démonok               | Angels & Demons                                | Robert Langdon professzor       | Kőszegi Ákos           | Ron Howard (4)          |
| 2009 |                                   | Beyond All Boundaries (rövidfilm)              | narrátor                        |                        | David Briggs            |
| 2010 | Toy Story 3.                      | Toy Story 3                                    | Woody seriff (hangja)           | Stohl András           | Lee Unkrich             |
| 2011 | Hawaii vakáció (rövidfilm)        | Hawaiian Vacation                              | Woody seriff (hangja)           | Stohl András           | Gary Rydstrom           |
| 2011 | Larry Crowne                      | Larry Crowne                                   | Larry Crowne                    | Kőszegi Ákos           | Tom Hanks (2)           |
| 2011 | A kis krumpli (rövidfilm)         | Small Fry                                      | Woody seriff (hangja)           | Stohl András           | Angus MacLane           |
| 2011 | Rém hangosan és irtó közel        | Extremely Loud & Incredibly Close              | Thomas Schell Jr.               | Kőszegi Ákos           | Stephen Daldry          |
| 2012 | Felhőatlasz                       | Cloud Atlas                                    | több szerep                     | Kőszegi Ákos           | Lana és Lilly Wachowski |
| 2012 | Felhőatlasz                       | Cloud Atlas                                    | több szerep                     | Kőszegi Ákos           | Tom Tykwer (1)          |
| 2012 | Partysaurus Rex                   | Partysaurus Rex (rövidfilm)                    | Woody seriff (hangja)           | Stohl András           | Mark Walsh              |
| 2013 | Phillips kapitány                 | Captain Phillips                               | Richard Phillips kapitány       | Kőszegi Ákos           | Paul Greengrass (1)     |
| 2013 | Banks úr megmentése               | Saving Mr. Banks                               | Walt Disney                     | Kőszegi Ákos           | John Lee Hancock        |
| 2015 | Kémek hídja                       | Bridge of Spies                                | James B. Donovan                | Kőszegi Ákos           | Steven Spielberg (4)    |
| 2015 |                                   | Ithaca                                         | Mr. Macauley                    |                        | Meg Ryan                |
| 2016 | Hologram a királynak              | A Hologram for the King                        | Alan Clay                       | Kőszegi Ákos           | Tom Tykwer (2)          |
| 2016 | Sully – Csoda a Hudson folyón     | Sully                                          | Chester Sullenberger kapitány   | Kőszegi Ákos           | Clint Eastwood          |
| 2016 |                                   | California Typewriter (dokumentumfilm)         | önmaga                          |                        | Doug Nichol             |
| 2016 | Inferno                           | Inferno                                        | Robert Langdon professzor       | Kőszegi Ákos           | Ron Howard (5)          |
| 2017 | A kör                             | The Circle                                     | Eamon Bailey                    | Kőszegi Ákos           | James Ponsoldt          |
| 2017 | A Pentagon titkai                 | The Post                                       | Ben Bradlee                     | Kőszegi Ákos           | Steven Spielberg (5)    |
| 2019 | Toy Story 4.                      | Toy Story 4                                    | Woody seriff (hangja)           | Stohl András           | Josh Cooley             |
| 2019 | Egy kivételes barát               | A Beautiful Day in the Neighborhood            | Fred Rogers                     | Kőszegi Ákos           | Marielle Heller         |
| 2020 | A Greyhound csatahajó             | Greyhound                                      | Ernest Krause parancsnok        | Kőszegi Ákos           | Aaron Schneider         |
| 2020 | Borat utólagos mozifilm           | Borat Subsequent Moviefilm                     | önmaga (cameo)                  | Kőszegi Ákos           | Jason Woliner           |
| 2020 | A kapitány küldetése              | News of the World                              | Jefferson Kyle Kidd kapitány    | Kőszegi Ákos           | Paul Greengrass (2)     |
| 2021 | Finch                             | Finch                                          | Finch Weinberg                  |                        | Miguel Sapochnik        |
| 2022 | Elvis                             | Elvis                                          | Tom Parker ezredes              | Kőszegi Ákos           | Baz Luhrmann            |
| 2022 | Pinokkió                          | Pinocchio                                      | Geppetto                        | Kőszegi Ákos           | Robert Zemeckis (4)     |
| 2022 | Az ember, akit Ottónak hívnak     | A Man Called Otto                              | Otto Anderson                   | Kőszegi Ákos           | Marc Forster            |
| 2023 | Asteroid City                     | Asteroid City                                  | Stanley Zak                     | Kőszegi Ákos           | Wes Anderson (1)        |
| 2024 |                                   | Freaky Tales                                   | A videótéka tulajdonosa         |                        | Anna Boden Ryan Fleck   |
| 2024 | Itt                               | Here                                           | Richard Young                   | Kőszegi Ákos           | Robert Zemeckis (5)     |
| 2025 | A föníciai séma                   | The Phoenician Scheme                          | Leland                          | Kőszegi Ákos           | Wes Anderson (2)        |
| 2026 | Toy Story 5.                      | Toy Story 5                                    | Woody seriff (hangja)           |                        | Andrew Stanton          |

## Díjak és jelölések
(zárójelben a jelölések száma)
Oscar-díj (6)

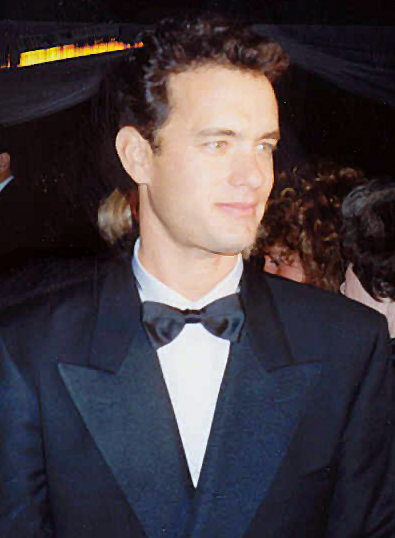
A színész 1989-ben

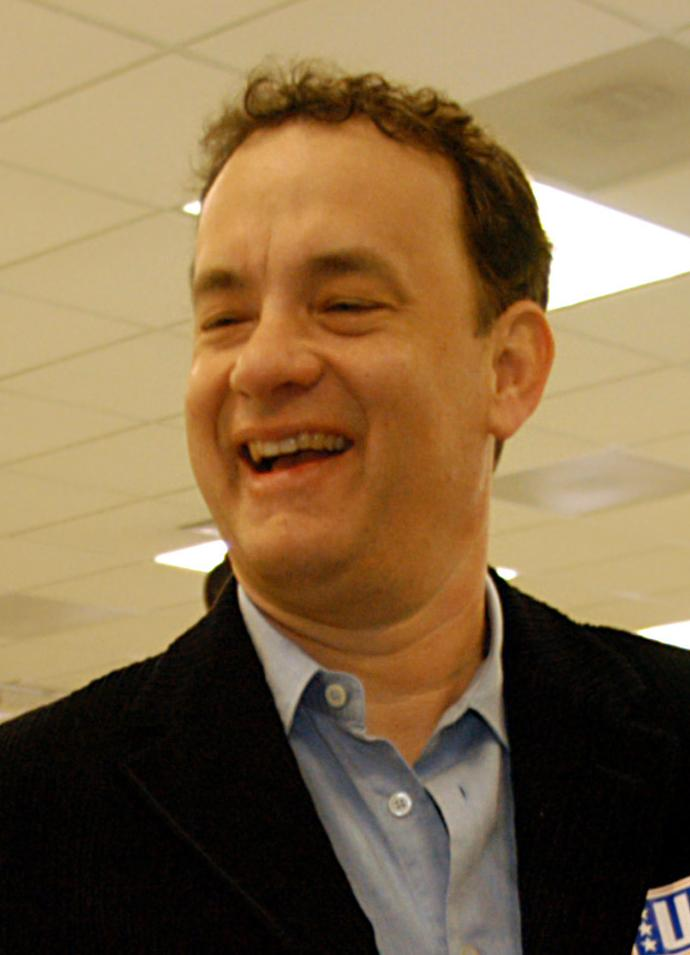
Tom Hanks 2004-ben

- 1995 díj: legjobb férfi főszereplő – Forrest Gump (1994)
- 1994 díj: legjobb férfi főszereplő – Philadelphia – Az érinthetetlen (1993)
- 2020 jelölés: legjobb férfi mellékszereplő – Egy kivételes barát (2019)
- 2001 jelölés: legjobb férfi főszereplő – Számkivetett (2000)
- 1999 jelölés: legjobb férfi főszereplő – Ryan közlegény megmentése (1998)
- 1989 jelölés: legjobb férfi főszereplő – Segítség, felnőttem! (1988)

Golden Globe-díj (8)
- 2020 díj: Cecil B. DeMille-életműdíj
- 2001 díj: legjobb férfi főszereplő (filmdráma) – Számkivetett (2000)
- 1995 díj: legjobb férfi főszereplő (filmdráma) – Forrest Gump (1994)
- 1994 díj: legjobb férfi főszereplő (filmdráma) – Philadelphia – Az érinthetetlen (1993)
- 1989 díj: legjobb férfi főszereplő (musical/vígjáték) – Segítség, felnőttem! (1988)
- 2019 jelölés: legjobb férfi mellékszereplő – Egy kivételes barát (2019)
- 2008 jelölés: legjobb férfi főszereplő (musical/vígjáték) – Charlie Wilson háborúja (2007)
- 1999 jelölés: legjobb férfi főszereplő (filmdráma) – Ryan közlegény megmentése (1998)
- 1994 jelölés: legjobb férfi főszereplő (musical/vígjáték) – A szerelem hullámhosszán (1993)

BAFTA-díj (4)
- 2020 jelölés: legjobb férfi mellékszereplő – Egy kivételes barát (2019)
- 2001 jelölés: legjobb férfi főszereplő – Számkivetett (2000)
- 1999 jelölés: legjobb férfi főszereplő – Ryan közlegény megmentése (1998)
- 1995 jelölés: legjobb férfi főszereplő – Forrest Gump (1994)

Berlini Nemzetközi Filmfesztivál
- 1994 díj: Ezüst Medve díj a legjobb színésznek – Philadelphia – Az érinthetetlen (1993)

Amerikai Fantázia és Horrorfilmek Akadémiája (1989)
- 1989 díj: legjobb színész (Segítség, felnőttem!)
- 1995 jelölés: legjobb színész (Forrest Gump)

Amerikai Komédia-díj
- 1989 díj: legjobb férfi alakítás (Segítség, felnőttem!)
- 1993 díj: legjobb férfi alakítás ( Micsoda csapat)
- 1995 díj: legjobb férfi alakítás (Forrest Gump)
- 1999 jelölés: legjobb férfi alakítás (A szerelem hálójában)
- 1999 jelölés: legjobb színész (Ryan közlegény megmentése)

Los Angeles-i filmkritikusok
- 1988 díj: legjobb színész (Segítség, felnőttem!)

New York-i filmkritikusok
- 2000 díj: legjobb színész

Online filmkritikusok
- 2001 díj: legjobb színész
- 1999 díj: legjobb filmes csapat (Ryan közlegény megmentése)
- 1999 jelölés: legjobb színész (Ryan közlegény megmentése)
- Las Vegasi filmkritikusok
- 2001 jelölés: legjobb színész

MTV Movie-díj
- 2001 díj: legjobb férfi alakítás
- 1999 jelölés: legjobb férfi alakítás (Philadelphia – Az érinthetetlen)
- 1999 díj: legjobb férfi alakítás (Ryan közlegény megmentése)
- 1996 jelölés: legjobb férfi alakítás (Apolló-13)
- 1995 jelölés: legjobb férfi alakítás (Forest Gump)
- 1995 jelölés: legjobb férfi alakítás (Forrest Gump)

Phoenixi filmkritikusok
- 2001 jelölés: legjobb színész (Számkivetett)
- 2003 jelölés: legjobb színész (A kárhozat útja)

Filmszínészek Egyesülete
- 2020 jelölés: legjobb férfi mellékszereplő (Egy kivételes barát)
- 2001 jelölés: legjobb férfi főszereplő (Számkivetett)
- 1999 jelölés: legjobb férfi főszereplő (Ryan közlegény megmentése)
- 1999 jelölés: legjobb filmes csapat (Halálsoron)
- 1995 díj: legjobb filmes csapat (Apolló-13)

Empire-díj
- 2003 díj: legjobb színész (A kárhozat útja)
- 1999 díj: legjobb színész (Ryan közlegény megmentése)

Satellite-díj
- 2003 jelölés: legjobb férfi alakítás – drámai kategória (A kárhozat útja)
- Filmszínészek Egyesület
- 1999 jelölés: legjobb filmes csapat (Ryan közlegény megmentése)
- 1995 jelölés: legjobb férfi főszereplő (Forrest Gump)

Londoni filmkritikusok
- 1999 jelölés: Az év színésze (Ryan közlegény megmentése)

Chicagói filmkritikusok
- 2001 díj: legjobb színész (Számkivetett)
- 1995 díj: legjobb színész (Forrest Gump)

Chlotrudis-díj
- 1995 díj: legjobb színész (Forrest Gump)

Kansas City filmkritikusok
- 1995 díj: legjobb színész (Forrest Gump)
- Southeasterni filmkritikusok
- 1995 díj: legjobb színész (Forrest Gump)

Nemzeti filmkritikusok
- 1994 díj: legjobb színész (Forrest Gump)

## Fordítás
- Ez a szócikk részben vagy egészben  a   Tom Hanks című angol Wikipédia-szócikk fordításán alapul.  Az eredeti cikk szerkesztőit annak laptörténete sorolja fel. Ez a jelzés csupán a megfogalmazás eredetét és a szerzői jogokat jelzi, nem szolgál a cikkben szereplő információk forrásmegjelöléseként.

## Magyarul megjelent művei
- Különleges karakterek. Történetek írógépre (Uncommon type); fotó Kevin Twomey, ford. Széky János et al.; Kossuth, Bp., 2017
- Hamarosan a mozikban; képregények Robert Sikoryak, ford. Dési András György; Open Books, Bp., 2024